# جایزه پولیتزر برای شعر

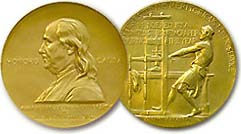

جایزه پولیتزر برای شعر (انگلیسی: Pulitzer Prize for Poetry) یک از شش جایزه‌ای آمریکایی پولیتزر است که از سال ۱۹۲۲ اهدا می‌شود.

## دهه ۱۹۲۰
- ۱۹۲۲ - ادوین آرلینگتون رابینسون
- ۱۹۲۳ - ادنا سنت وینسنت میلی
- ۱۹۲۴ - رابرت فراست
- ۱۹۲۵ - ادوین آرلینگتون رابینسون
- ۱۹۲۶ - ایمی لاول
- ۱۹۲۷
- ۱۹۲۸ - ادوین آرلینگتون رابینسون
- ۱۹۲۹ - استیفن وینسنت بنت

## دهه ۱۹۳۰
- ۱۹۳۰ - کنراد ایکین
- ۱۹۳۱ - رابرت فراست
- ۱۹۳۲
- ۱۹۳۳ - آرچیبالد مک‌لیش
- ۱۹۳۴
- ۱۹۳۵
- ۱۹۳۶
- ۱۹۳۷ - رابرت فراست
- ۱۹۳۸ - ماریا زاتورنسکا
- ۱۹۳۹ - جان گولد فلچر

## دهه ۱۹۴۰
- ۱۹۴۰ - مارک وان دورن
- ۱۹۴۱
- ۱۹۴۲ - ویلیام رز بنت
- ۱۹۴۳ - رابرت فراست
- ۱۹۴۴ - استیفن وینسنت بنت
- ۱۹۴۵ - کارل شاپیرو
- ۱۹۴۶ - جایزه اعطا نشد
- ۱۹۴۷ - رابرت لاول
- ۱۹۴۸ - ویستن هیو آودن
- ۱۹۴۹

## دهه ۱۹۵۰
- ۱۹۵۰ - گوندولین بروکس
- ۱۹۵۱ - کارل سندبرگ
- ۱۹۵۲ - ماریان مور
- ۱۹۵۳ - آرچیبالد مک‌لیش
- ۱۹۵۴ - تئودور روتکه
- ۱۹۵۵ - والاس استیونز
- ۱۹۵۶ - الیزابت بیشاپ
- ۱۹۵۷ - ریچارد ویلبر
- ۱۹۵۸ - رابرت پن وارن
- ۱۹۵۹ - استنلی کونیتز

## دهه ۱۹۶۰
- ۱۹۶۰ - دبلیو. دی. اسنادگراس
- ۱۹۶۱
- ۱۹۶۲
- ۱۹۶۳ - ویلیام کارلوس ویلیامز
- ۱۹۶۴ - لوئیس سیمپسون
- ۱۹۶۵ - جان بریمن
- ۱۹۶۶ - ریچارد ابرهارت
- ۱۹۶۷ - ان سکستون
- ۱۹۶۸ - آنتونی هکت
- ۱۹۶۹

## دهه ۱۹۷۰
- ۱۹۷۰
- ۱۹۷۱ - دبلیو. اس. مروین
- ۱۹۷۲
- ۱۹۷۳
- ۱۹۷۴ - رابرت لاول
- ۱۹۷۵ - گری اسنایدر
- ۱۹۷۶ - جان اشبری
- ۱۹۷۷
- ۱۹۷۸
- ۱۹۷۹ - رابرت پن وارن

## دهه ۱۹۸۰
- ۱۹۸۰ - دانالد جاستیس
- ۱۹۸۱
- ۱۹۸۲ - سیلویا پلات
- ۱۹۸۳
- ۱۹۸۴
- ۱۹۸۵ - کرولین کایزر
- ۱۹۸۶
- ۱۹۸۷ - ریتا داو
- ۱۹۸۸
- ۱۹۸۹ - ریچارد ویلبر

## دهه ۱۹۹۰
- ۱۹۹۰ - چالز سیمیک
- ۱۹۹۱ - مونا ون داین
- ۱۹۹۲
- ۱۹۹۳ - لوئیز گلیک
- ۱۹۹۴
- ۱۹۹۵ - فیلیپ لوین
- ۱۹۹۶
- ۱۹۹۷
- ۱۹۹۸
- ۱۹۹۹ - مارک استرند

## دهه ۲۰۰۰
- ۲۰۰۰
- ۲۰۰۱
- ۲۰۰۲
- ۲۰۰۳
- ۲۰۰۴
- ۲۰۰۵
- ۲۰۰۶
- ۲۰۰۷
- ۲۰۰۸
- ۲۰۰۹ - دبلیو. اس. مروین
- ۲۰۱۰ -
- ۲۰۱۱ -
- ۲۰۱۲ -
- ۲۰۱۳ - شارون اولدز
- ۲۰۱۴ -
- ۲۰۱۵ - گریگوری پاردلو
- ۲۰۱۶ - پیتر بالاکیان